# Egon Berchter

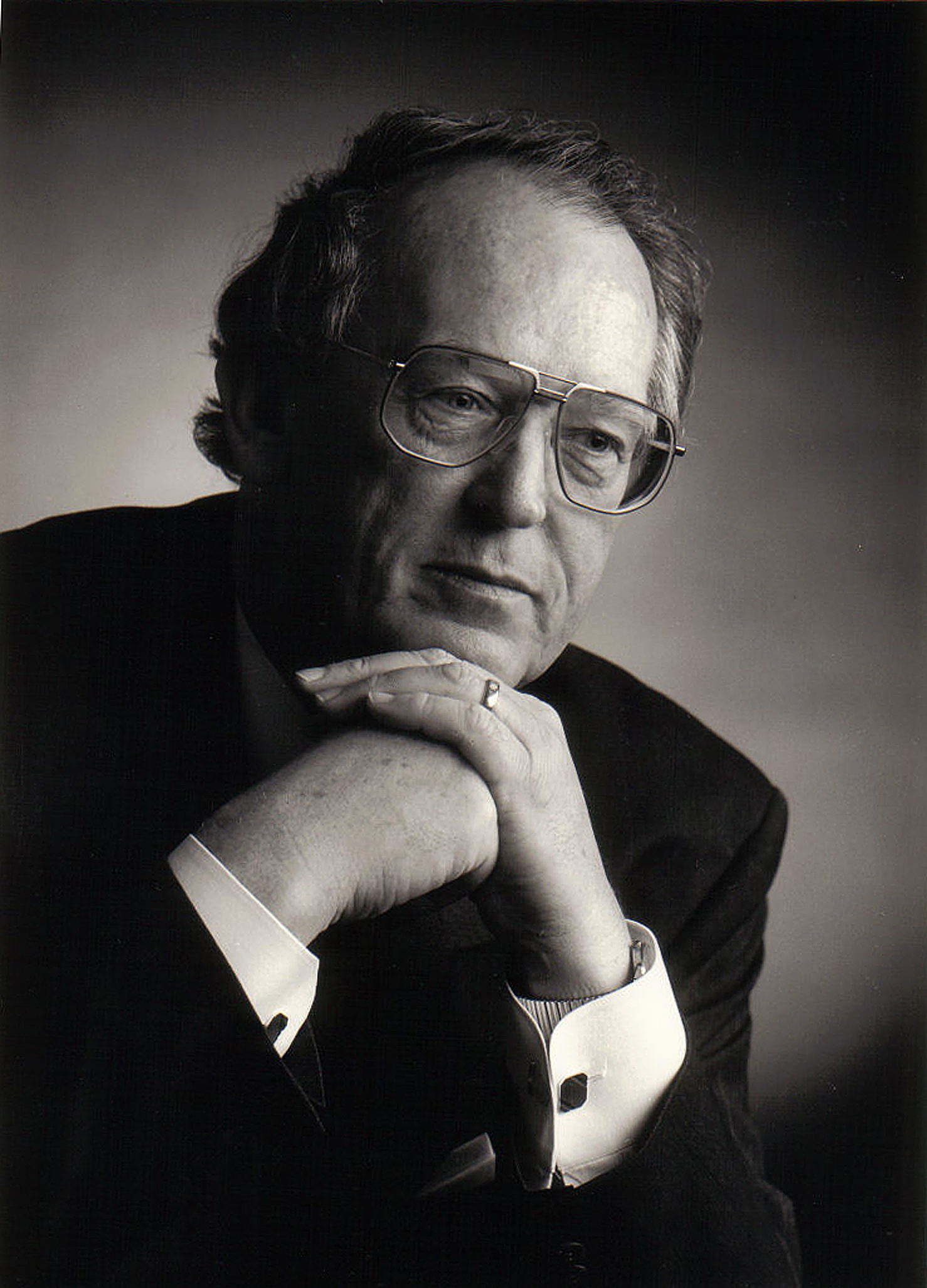
Egon Berchter (2010)

Egon Berchter (* 22. November 1928 in Oberhausen-Eisenheim; † 21. Januar 2022) war ein deutscher Funktionär im Wohlfahrtswesen, insbesondere im Bereich der Hilfen und Förderungen von Menschen mit geistiger Behinderung. Er erhielt unter anderem 1996 das Bundesverdienstkreuz 1. Klasse.

## Leben
Berchter lernte Industriekaufmann; von 1982 bis 1991 war er Abteilungsleiter/Prokurist bei MAN. Er war verheiratet und hatte drei Kinder. Sein Sohn Ulrich (1956–2011) hatte das Down-Syndrom.

## Engagement
Von 1992 bis 1999 war Berchter stellvertretender Vorsitzender des Landesverbandes der Lebenshilfe NRW, von 1992 bis 1999 Vertreter des Landesverbandes NRW in der Bundeskammer der Bundesvereinigung Lebenshilfe für geistig Behinderte in Marburg.
Von 1993 bis 1999 war er Vertreter des Landesvorstandes Lebenshilfe für geistig Behinderte NRW im Landesausschuss Werkstätten; von 1993 bis 1999 Vertreter des Landesvorstandes im Landesausschuss Frühförderung.

## Auszeichnungen
- 1973 Bundesverdienstkreuz am Bande
- 1973 Silberne Ehrenplakette des DPWV; Frankfurt/Main
- 1981 Goldene Ehrennadel der Bundesvereinigung Lebenshilfe; Marburg/Lahn
- 1982 Verleihung der neu geschaffenen Ehrennadel der Stadt Oberhausen (Erster Ausgezeichneter)
- 1996 Bundesverdienstkreuz 1. Klasse
- 1997 Verleihung des Ehrenrings der Stadt Oberhausen
- 2001 1. Förderpreis des Lions-Club Oberhausen
- 2002 Goldene Ehrennadel des DPWV

ferner: 
- 1983 Ritter des Eulen-Orden „Närrische Weisheit“

Nach ihm ist das Egon-Berchter-Haus an der Hönnestraße in Oberhausen-Alstaden benannt.

## Werke
- Egon Berchter: Ich lebe gern. Momentaufnahmen aus dem Leben von Ulrich Berchter, 2003, ISBN 978-3-89738-293-0